# Crinophtheiros
Crinophtheiros is een geslacht van weekdieren uit de klasse van de Gastropoda (slakken).

## Soorten
- Crinophtheiros collinsi (Sykes, 1903)
- Crinophtheiros comatulicola (Graff, 1875)
- Crinophtheiros giustii Gaglini, 1991
- Crinophtheiros junii (de Folin, 1887)